# Paolo Mazza
Paolo Mazza (* 21. Juli 1901 in Vigarano Mainarda (FE); † 31. Dezember 1981 in Ferrara) war ein italienischer Fußballtrainer und Fußballfunktionär. Nach ihm ist das Stadio Paolo Mazza in Ferrara benannt.

## Leben

### Jugend
Mazza wurde im ca. 9 km westlich von Ferrara gelegenen Ort Vigarano Mainarda geboren, zog aber früh nach Portomaggiore, wo er eine Ausbildung zum Elektriker absolvierte und zudem wenig erfolgreich beim lokalen Club A.S. Portuense in unteren Spielklassen wirkte.

### Zeit bei SPAL Ferrara
Erstmal trainierte er die Mannschaft von SPAL Ferrara 1936/37 nach dem Abstieg in die drittklassige Serie C und erreichte dort den dritten Platz. 1937/38 war er bei Molinella Calcio 1911 in Molinella engagiert, die darauffolgende Saison 1938/39 verbrachte er als Trainer seiner alten Mannschaft A.S. Portuense. 1939 kehrte er für drei Jahre zu SPAL Ferrara zurück, mit denen er in der drittklassigen Serie C den 6., 5. und zweiten Platz erreichte. Nach dem Zweiten Weltkrieg wurde er zuerst Sportdirektor und 1946 Präsident von SPAL Ferrara, die unter seiner Führung seit 1946 in der Serie B spielten und 1951 in die Serie A aufstiegen und dort 16 Spielzeiten verbrachten (1951 bis 1964 und 1965 bis 1968). Danach folgte der abermalige Abstieg in die Serie C. 1973 stieg der Verein wieder in die Serie B auf. 1976 trat Mazza als Präsident des Vereins zurück. Das Stadion von SPAL Ferrara wurde ein Jahr nach seinem Tod ihm zu Ehren in Stadio Paolo Mazza umbenannt.

### Italienischer Nationaltrainer
Am 5. Mai 1962 übernahm er zusammen mit Giovanni Ferrari die Italienische Fußballnationalmannschaft, um sie bei der Fußball-Weltmeisterschaft 1962 in Chile zu trainieren. Das bekannteste Spiel der Italiener bei dieser WM war die Schlacht von Santiago gegen Chile. Seine Bilanz als Nationaltrainer waren in fünf Spielen drei Siege, ein Unentschieden und eine Niederlage. Nach der WM wurde er von Edmondo Fabbri abgelöst.

#### Länderspiele als Trainer der italienischen Nationalmannschaft
- 5. Mai 1962 in Florenz (Freundschaftsspiel): Italien – Frankreich 2:1 (beide Tore von José Altafini)
- 13. Mai 1962 in Brüssel (Freundschaftsspiel): Belgien – Italien 1:3 (2× José Altafini, 1× Giampaolo Menichelli)
- 31. Mai 1962 in Santiago de Chile (WM 1962 – Vorrunde): Italien – (West)-Deutschland 0:0
- 2. Juni 1962 in Santiago de Chile (WM 1962 – Vorrunde): Chile – Italien 2:0 (siehe auch Schlacht von Santiago)
- 7. Juni 1962 in Santiago de Chile (WM 1962 – Vorrunde): Italien – Schweiz 3:0 (2 Tore durch Giacomo Bulgarelli, eins durch Bruno Mora)

In vier Spielen unter Paolo Mazza / Giovanni Ferrari agierte Lorenzo Buffon als Mannschaftskapitän, nur gegen Chile übernahm Bruno Mora diese Rolle, als Carlo Mattrel Buffon vertrat.